# Justas Tamulis
Justas Tamulis (nacido el 12 de julio de 1994 en Kėdainiai, Lituania), es un jugador de baloncesto lituano. Con 1 metro y 96 centímetros de estatura, juega en la posición de alero en las filas del Club Melilla Baloncesto de la LEB Oro.

## Trayectoria
Es un jugador formado en la cantera del BC Žalgiris, del que formó parte de su equipo filial durante tres temporadas, antes de marcharse en 2014 a España para jugar en las filas del Cafés Candelas Breogán.
En noviembre de 2014, regresa a Lituania para formar parte del Nevėžis Kėdainiai de la Liga LKL.
En 2015, firma por el Pieno žvaigždės Pasvalys de la Liga LKL, donde jugaría durante dos temporadas, regresando la temporada 2017-18 al Nevėžis Kėdainiai.
En 2018, se marcha a Rumanía donde jugaría en el CSU Sibiu y en el BCM U Pitești, antes de regresar al Pieno žvaigždės Pasvalys. 
En la temporada 2020-21, firma por el Nevėžis Kėdainiai de la Liga LKL, siendo la tercera experiencia el club de su ciudad natal.
En la temporada 2022-23 firma con el K.R. Basket Reykjavík de la Úrvalsdeild karla, la máxima competición islandesa, en el que promedió 16 puntos, 3.8 rebotes y 1.6 asistencias por partido. 
El 30 de agosto de 2023 firma por el Club Melilla Baloncesto de la LEB Oro.

## Internacionalidad
Es internacional en categorías inferiores con la selección nacional de Lituania. En 2010 disputó el Campeonato de Europa Sub-16 de Montenegro en el que logró la medalla de plata.  
En 2012 disputó el Campeonato de Europa Sub-16 de Lituania y Letonia en el que logró la medalla de plata. 
En 2013 disputó el Mundial Sub-19 de la República Checa en el que logró la medalla de bronce. 
En 2017, lograría la medalla de oro en la Universiada de Taipéi (República de China) con la selección lituana.